# فرانسوا دارلان
جان فرانسوا دارلان (بالفرنسية: François Darlan) (7 أغسطس 1881 - 24 ديسمبر 1942) أميرالٌ فرنسيّ وشخصية سياسية بارزة. ولد دارلان في نيراك ، وتخرج من المدرسة البحرية عام 1902 وتقدم بالرتب العسكرية بعد خدمته خلال الحرب العالمية الأولى. رُقِّيَ إلى رتبة أميرال في عام 1929 ، وإلى نائب اللواء البحري في عام 1932، وإلى ملازم في عام 1937 قبل أن يصبح أخيرًا أميرالًا ورئيس أركان البحرية عام 1937. أما في عام 1939فقد رُقِّيَ إلى رتبة أميرال الأسطول وهي رتبة أنشِئت خصيصًا له.
كان القائدَ الأعلى للقوات البحرية الفرنسية في بداية الحرب العالمية الثانية. بعد الهدنة أبرمتها فرنسا مع ألمانيا في يونيو عام 1940، خدم دارلان في نظام فيليب بيتان فيشي ما جعله وزيرًا للبحرية، وفي فبراير عام 1941 تولى منصب نائب رئيس المجلس ووزير الخارجية ووزير الداخلية ووزير البحرية ووزير الدفاع الوطني ما جعله الرئيس الاعلى الفعلي لحكومة فيشي. استقال من وزارته في أبريل 1942 وذهب الى بييرلافال بإجبار من الحكومه الالمانية ، لكن احتفظ بمنصبه قائدًا أعلى للقوات المسلحة الفرنسية.
كان في الجزائر عندما غزا الحلفاء شمال إفريقيا الفرنسية في ما يسمى بعملية الشعلة في نوفمبر عام 1942. أبرم قائد الحلفاء دوايت دي أيزنهاور صفقة مثيرة للجدل مع دارلان، التي اعترف بها عندما مفوض ساميًا لفرنسا و شمال وغرب إفريقيا. أمر دارلان في المقابل ، جميع القوات الفرنسية في شمال إفريقيا بوقف المقاومة والتعاون مع جيش الحلفاء. بعد أقل من شهرين، في 24 ديسمبر، اغتيل دارلان على يد فرناند بونييه دي لا شابيل، وهو من الملكية كان يبلغ من العمر 20 عامًا.

## النشأة

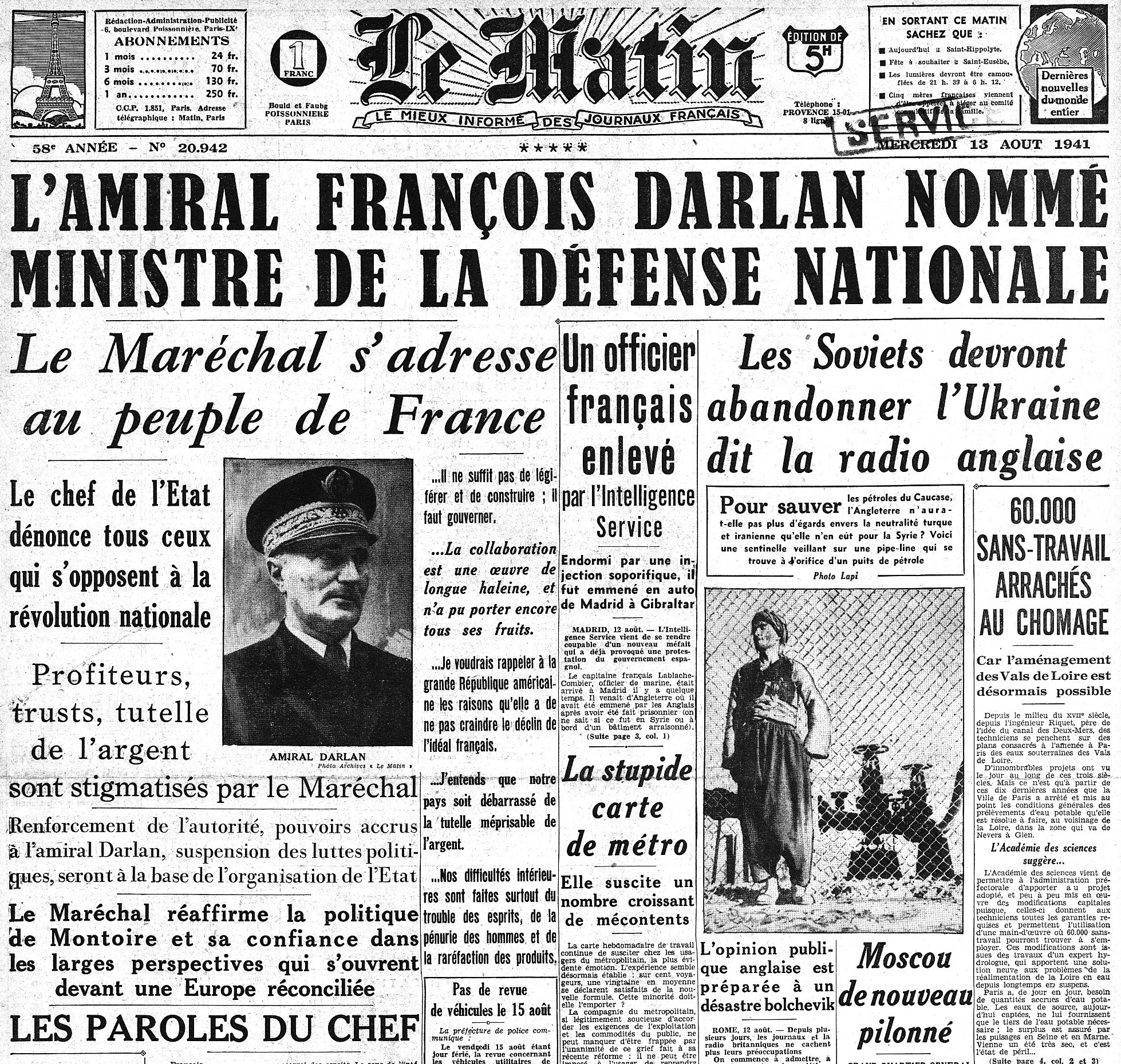
أعلان عن تعيين الأدميرال فرانسوا دارلان وزيراً للدفاع الوطني في نظام فيشي.

وُلد دارلان في نيراك لعائلة تربطها مساهمات طويلة بالبحرية الفرنسية. قُتل جده الأكبر في معركة الطرف الأغر. كان والده، جان بابتيست دارلان محامياً وسياسياً يشغل منصب وزير العدل في حكومة جول ميلين. وكان جورج ليجوز، الصديقَ السياسي لوالده، أباه الروحي، والذي سيقضي سبع سنوات وزيرًا للبحرية.
تخرج دارلان من المدرسة البحرية عام 1902. قاد في الحرب العالمية الأولى مدفعية شاركت في معركة فردان. قاد دارلان بعد الحرب سفينتي التدريب جان دارك وإدغار كوينيت، وتلقى ترقيات لقبطان الفرقاطة في عام 1920 وقبطان في عام 1926.
عُيِّن بعد ذلك رئيس ديوان في لايجز، ثم رُقِّيَ إلى لواء في البحرية الفرنسية عام 1929. وفي عام 1930 شغل منصب ممثل البحرية الفرنسية في مؤتمر معاهدة لندن البحري، وفي عام 1932 رُقّي إلى فريق بحري. ومن ثَمّ تولى في عام 1934 قيادة سرب المحيط الأطلسي في بريست في فرنسا. بعد ذالك رُقِّي إلى نائب أميرال ديسكادر في عام 1936. وعُيّن رئيسًا للأركان البحرية بدءًا من الأول من يناير عام 1937،ورُقِّي في نفس الوقت إلى أدميرال . وكرئيس للبحرية ،
بعد حضوره في حفل تتويج جورج السادس ، اشتكى دارلان من البروتوكول قد تركه ، بصفته مجرد نائب أميرال. وفي عام 1939 رُقي إلى أميرال الأسطول، وهي رتبة أنشئت خصيصًا له لوضعه على قدم المساواة مع رئيس أركان البحرية في البحرية الملكية .
أُعلنت الحرب العالمية الثانية بعد ذالك في سبتمبر عام 1939 وأصبح دارلان القائد الأعلى للقوات البحرية الفرنسية.

## حكومة فيشي
الهدنة
كان دارلان فخورًا جدًا بالبحرية الفرنسية التي ساعد في بنائها، وبعد أن هزمت قوات المحور فرنسا في (3 يونيو 1940)، هدد بأنه سوف يتمرد ويقود الأسطول للقتال تحت العلم البريطاني في حالة الهدنة. وعد دارلان تشرشل في مؤتمر بريير (12 يونيو) بعدم وصول أي سفينة فرنسية إلى أيدي الألمان. :62حتى يوم 15 يونيو كان لا يزال يتحدث بسخط عن هدنة محتملة. وقد تراجع عن منصبه في نفس اليوم، عندما صوّت مجلس الوزراء بأغلبية 13 مقابل 6 لصالح اقتراح كميل تشاتيمبس التوفيقي للاستفسار عن الشروط المحتملة. كان على استعداد لقبول الهدنة بشرط إبقاء الأسطول الفرنسي بعيدًا عن أيدي الألمان.
في 16 يونيو، وصلت برقية تشرشل الموافقة على هدنة (كانت فرنسا وبريطانيا ملزمتين بموجب معاهدة بعدم السعي إلى سلام منفصل) بشرط نقل الأسطول الفرنسي إلى الموانئ البريطانية. لم يكن هذا مقبولًا لدى دارلان، الذي جادل بأنه سيترك فرنسا بلا حماية. في ذلك اليوم، وفقًا لجول موخ، أعلن أن بريطانيا قد انتهت، لذا لم يكن هناك جدوى من مواصلة القتال، وكان قلقًا من أنه إذا لم تكن هناك هدنة، فسيقوم هتلر بغزو شمال إفريقيا الفرنسية عبر إسبانيا فرانكو. في ذلك المساء، شعر بول رينو بأنه يفتقر إلى الدعم الوزاري الكافي لمواصلة الحرب، واستقال من منصب رئيس الوزراء، وشكل فيليب بيتان حكومة جديدة بهدف السعي إلى هدنة مع ألمانيا.
شغل دارلان منصب وزير البحرية في إدارة بيتان اعتبارًا من 16 يونيو. :139–40في 18 يونيو، أعطى دارلان "كلمة شرف" لورد البحر الأول البريطاني، السير دادلي باوند، أنه لن يسمح للأسطول الفرنسي بالوقوع في أيدي الألمان. وقعت حكومة بيتان هدنة (22 يونيو 1940) لكنها احتفظت بالسيطرة على الأراضي المعروفة باسم " فيشي فرنسا " بعد انتقال العاصمة إلى فيشي في أوائل يوليو. :139–40شعر الجنرال تشارلز نوجيس، القائد العام للقوات الفرنسية في شمال إفريقيا، بالفزع عند الهدنة لكنه قبلها جزئيًا (ادعى) لأن دارلان لم يسمح له بالحصول على الأسطول الفرنسي لمواصلة الأعمال العدائية ضد قوى المحور.
كتب تشرشل لاحقًا أن دارلان كان من الممكن أن يكون زعيمًا للفرنسيين الأحرار، لو كان انشق في الوقت الذي ترقى فيه " ديغول إلى القوة العاشرة". وصف كاتب سيرة ديغول جان لاكوتور دارلان بأنه "الرجل النموذجي للقدر الفاشل" بعد ذلك. 

## دارلان والبحرية الفرنسية والبريطانية
دعت شروط الهدنة إلى تسريح ونزع سلاح سفن البحرية الفرنسية تحت إشراف ألماني في موانئها الأصلية (معظمها في المنطقة التي تحتلها ألمانيا). كما أشار رئيس الوزراء البريطاني ونستون تشرشل، فإن هذا يعني أن السفن الحربية الفرنسية ستكون مسلحة بالكامل عندما تصبح تحت السيطرة الألمانية. :139–40بناءً على اقتراح إيطالي، تم تعديل شروط الهدنة للسماح للأسطول بالبقاء مؤقتًا في موانئ شمال إفريقيا، حيث من المحتمل أن تستولي عليها القوات الإيطالية من ليبيا. أمر دارلان جميع السفن الموجودة في موانئ الأطلسي (التي ستحتلها ألمانيا قريبًا) بالتحرك إلى الممتلكات الفرنسية في الخارج، بعيدًا عن متناول الألمان، على الرغم من أنه ليس بالضرورة من الإيطاليين. :139–40
على الرغم من تأكيد دارلان، ظل تشرشل قلقا من أن دارلان قد ينقضه السياسيون، ولم يهدأ هذا القلق عندما أصبح دارلان وزيرا في الحكومة بنفسه. رفض دارلان مرارا الطلبات البريطانية لوضع الأسطول بأكمله في الحجز البريطاني (أو في جزر الهند الغربية الفرنسية)، وفي محاولات لحمل البريطانيين على إطلاق سراح السفن الحربية الفرنسية، أعطى نسخة من شروط الهدنة تتعارض مع ما عرفه البريطانيون من مصادر أخرى. كانوا يفتقرون إلى الثقة في أن دارلان كان مستقيما معهم (سخر أحد مستشاري الحكومة من أنه 'تحول إلى محتال مثل البقية'):149 واعتقد أنه حتى لو كان صادقا، فإنه لا يستطيع الوفاء بوعده. أدى هذا الاعتقاد إلى عملية المنجنيق، حيث هاجمت البحرية الملكية الأسطول الفرنسي في 3 يوليو 1940. تم وضع خطط "المنجنيق"في وقت مبكر من 14-16 يونيو. كان دارلان في منزله في إيشراك في جاسكوني في 3 يوليو, ولا يمكنة الاتصال.
بعد ذلك، قاومت القوات الفرنسية الموالية لفيشي (معظمهم تحت قيادة دارلان) التحركات البريطانية إلى الأراضي الفرنسية بشدة، وفي بعض الأحيان تعاونت مع القوات الألمانية. ومع ذلك، كما وعد دارلان، لم تسقط أي سفن كبيرة في أيدي الألمان، ولم تمر سوى ثلاث مدمرات وعشرات من الغواصات والسفن الصغيرة إلى السيطرة الألمانية.
توقع دارلان أن ينتصر المحور في الحرب ورأى أنه من مصلحة فرنسا التعاون مع ألمانيا. لم يثق في البريطانيين، وبعد الهجوم على مرسى الكبير، فكر بجدية في شن حرب بحرية ضد بريطانيا.

## 1941-1942: التعاون مع ألمانيا وما بعدها

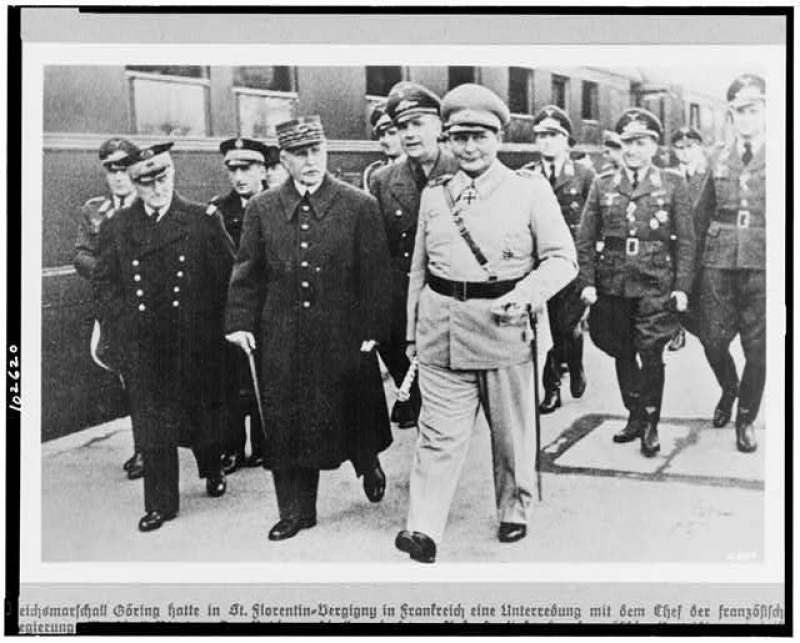
دارلان وبيتان وغورينغ في فرنسا عام 1941

جاء دارلان من خلفية جمهورية ولم يؤمن أبدًا بالتطور الوطني الفيشيني؛ على سبيل المثال، كان لديه تحفظات على إكليريكية بيتان. ومع ذلك، بحلول عام 1941، أصبح دارلان أكثر شركاء بيتين الموثوق بهم. في فبراير 1941، حل دارلان محل بيير إتيان فلاندين "نائب رئيس المجلس" (رئيسًا للوزراء). كما أصبح وزيرا للخارجية والداخلية والدفاع الوطني، مما جعله الرئيس الفعلي لحكومة فيشي. في 11 فبراير، تم تعيينه خليفة لبيتان في نهاية المطاف، وفقًا للقانون رقم أربعة من الدستور.
كشخصية بارزة في حكومة فيشي، عرض دارلان مرارًا على هتلر التعاون العسكري النشط ضد بريطانيا. ومع ذلك، لم يثق هتلر بفرنسا وأراد لها أن تظل محايدة أثناء هجومه المخطط على الاتحاد السوفيتي.
تفاوض دارلان على بروتوكولات باريس في مايو 1941 مع ألمانيا، حيث قدمت ألمانيا تنازلات بشأن أسرى الحرب وشروط الاحتلال، ووافقت فرنسا على القواعد الألمانية في المستعمرات الفرنسية. عارض هذا الشرط الأخير من قبل منافس دارلان، الجنرال ماكسيم ويغان، ولم يتم التصديق على البروتوكولات أبدًا، على الرغم من رفض ويغان بإصرار ألماني في نوفمبر 1941.
ومع ذلك، فقد شكك الألمان في انتهازية دارلان وولاءاته المرنة مع تصاعد إعاقته. رفض توفير العمالة الفرنسية، كما أصر على حماية قدامى المحاربين اليهود، وفرض فقط القوانين المعادية للسامية على مضض. بعد أن احتل البريطانيون سوريا ولبنان الفرنسية في يونيو ويوليو 1941، وتوقف الغزو الألماني للاتحاد السوفيتي أمام موسكو بحلول ديسمبر 1941، ابتعد دارلان عن سياسة التعاون.
لأنه كان يقدم تقاريره إلى بيتان فقط، مارس دارلان سلطات واسعة، على الرغم من أن حاشية بيتان (بما في ذلك ويغان) استمروا في ممارسة نفوذ كبير. في إدارة الإمبراطورية الاستعمارية الفرنسية، اعتمد دارلان بشدة على الولاء الشخصي لضباط الجيش والبحرية الرئيسيين في المستعمرات لتفادي الانشقاق إلى فرنسا الحرة.
في يناير 1942، تولى دارلان مكاتب حكومية إضافية. ولكن في أبريل 1942، وبإصرار ألماني، استقال دارلان من وزارته، وحل محله لافال، الذي اعتبره الألمان أكثر جدارة بالثقة. احتفظ دارلان بالعديد من المناصب الأقل، بما في ذلك منصب القائد العام للقوات المسلحة الفرنسية.

## صفقة دارلان في شمال إفريقيا
في 7 نوفمبر 1942، ذهب دارلان إلى الجزائر العاصمة لزيارة ابنه الذي نقل إلى المستشفى. في اليوم التالي، 8 نوفمبر، غزا الحلفاء الغربيون شمال إفريقيا الفرنسية. في ليلة 7-8 نوفمبر، تواجدت قوات تابعة لجماعة موالية للحلفاء في الجزائر  (غير مرتبط بفرنسا الحرة ) سيطر على الجزائر تحسبًا للغزو. كما استولوا على دارلان. توقع الحلفاء مقاومة قليلة من القوات الفرنسية في شمال إفريقيا، وبدلاً من ذلك توقعوا منهم قبول سلطة الجنرال هنري جيرو، المرسلة من فرنسا لتولي المسؤولية. لكن المقاومة استمرت ولم يستجب أحد لجيرو الذي لم يكن له صفة رسمية. لإنهاء المقاومة بسرعة وتأمين التعاون الفرنسي، توصل الحلفاء إلى اتفاق مع دارلان، الذي يمكن بصفته القائد الأعلى إعطاء الأوامر اللازمة.
اعترف دوايت أيزنهاور، قائد الحلفاء على الفور، بدارلان كقائد لجميع القوات الفرنسية في المنطقة بالإضافة إلى ترشيحه الذاتي كمفوض سام لفرنسا في إفريقيا (رئيس الحكومة المدنية) لشمال وغرب إفريقيا في 14 نوفمبر. في المقابل، في 10 نوفمبر، أمر دارلان جميع القوات الفرنسية بالانضمام إلى الحلفاء. تم الامتثال لأمره ليس فقط في شمال إفريقيا الفرنسية، ولكن أيضًا من قبل قوات فيشي في غرب إفريقيا الفرنسية مع مرافقها التي يحتمل أن تكون مفيدة في داكار. :274
أثبتت "صفقة دارلان" أنها مثيرة للجدل إلى حد كبير، حيث كان دارلان متعاونًا سيئ السمعة مع ألمانيا.[بحاجة لمصدر]غضب الجنرال ديغول ومنظمته "فرنسا الحرة". وكذلك كان المتآمرون المؤيدون للحلفاء الذين استولوا على الجزائر العاصمة. اعترض بعض كبار المسؤولين الأمريكيين والبريطانيين، ووجهت انتقادات غاضبة من قبل الصحف والسياسيين. دافع روزفلت عنها (باستخدام الصياغة التي اقترحها تشرشل) باعتبارها "وسيلة مؤقتة، لا يبررها سوى ضغط المعركة". :261
أقنع تشرشل جلسة سرية متشككة في البداية لمجلس العموم. قال إن اعتراف أيزنهاور بدارلان كان صحيحًا، وحتى لو لم يكن صحيحًا، فهذا يعني أن البنادق الفرنسية لم توجه نحو الحلفاء، بل إلى جنود المحور: "يؤسفني أن أذكر نقطة كهذه، لكنها تثير الكثير خلاف لجندي سواء أطلق رجل مسدسه عليه أو على عدو .." :275في وقت لاحق، أكد المؤرخ الأمريكي آرثر فونك أن "الصفقة مع دارلان" أسيء فهمها من قبل النقاد في ذلك الوقت على أنها ارتجال انتهازي. زعم فونك أن دارلان كان يجري محادثات مع دبلوماسيين أمريكيين منذ شهور حول تغيير الجانبين، وعندما أتيحت الفرصة، فعل ذلك على الفور. وهكذا نشأت "الصفقة" من خطة الحلفاء طويلة ومدروسة بعناية للتوصل إلى اتفاق سياسي وعسكري مع فيشي. لقد اتبعت نموذجًا تم وضعه في لندن وتمت الموافقة عليه بالفعل على أعلى المستويات.
كانت "الصفقة" أكثر إزعاجًا لبرلين وحكومة فيشي. جرد بيتان دارلان من مكاتبه وأمر بمقاومة حتى النهاية في شمال إفريقيا، لكن تم تجاهله. كان الألمان أكثر مباشرة: احتلت القوات الألمانية نسبة 40 ٪ المتبقية من فرنسا. ومع ذلك، توقف الألمان مؤقتًا خارج تولون، القاعدة التي ترسو فيها معظم السفن الفرنسية المتبقية. في 27 نوفمبر فقط حاول الألمان الاستيلاء على السفن، ولكن تم إغراق جميع السفن الرئيسية، وتم الاستيلاء على ثلاث مدمرات فقط وبضع عشرات من السفن الصغيرة، مما أدى في الغالب إلى الوفاء بوعد دارلان في عام 1940 لتشرشل.

## اغتياله
في يوم 24 ديسمبر 1942 أطلق فرناند بونييه دي لا شابيل النار على دارلان في مقره ما تسبب بوفاته بعد ساعات قليلة. بلغ بونييه دي لا شابيل من العمر 20 عامًا آنذاك، وهو نجل صحفي فرنسي، كان جزءًا من مجموعة مؤيدة للملكية أرادت إعادة المتظاهر إلى العرش الفرنسي .
قُبض على دي لا شابيل على الفور وحُكم عليه في اليوم التالي وأُعدم رمياً بالرصاص في 26 ديسمبر / كانون الأول.

## معرض الصور

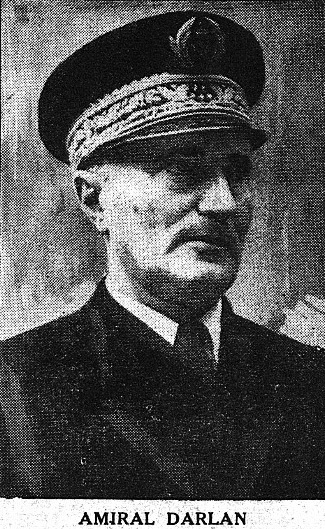
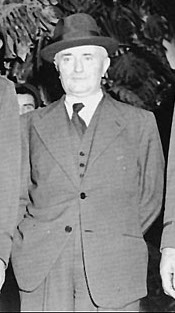
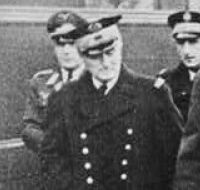
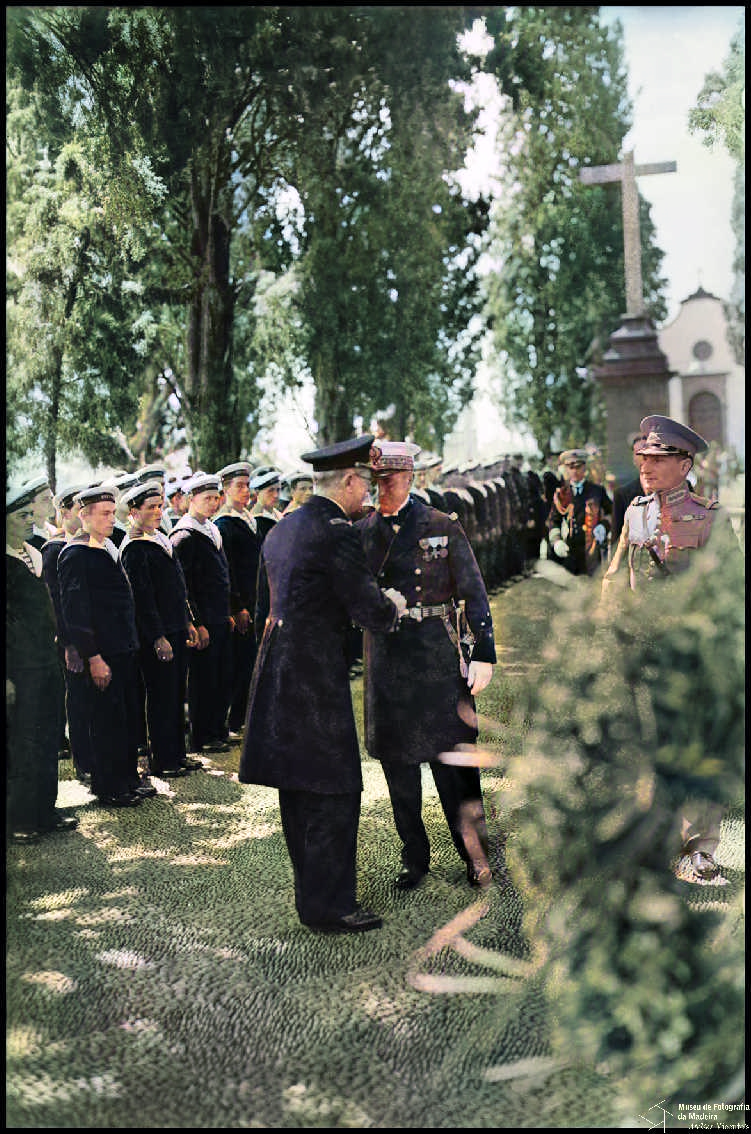
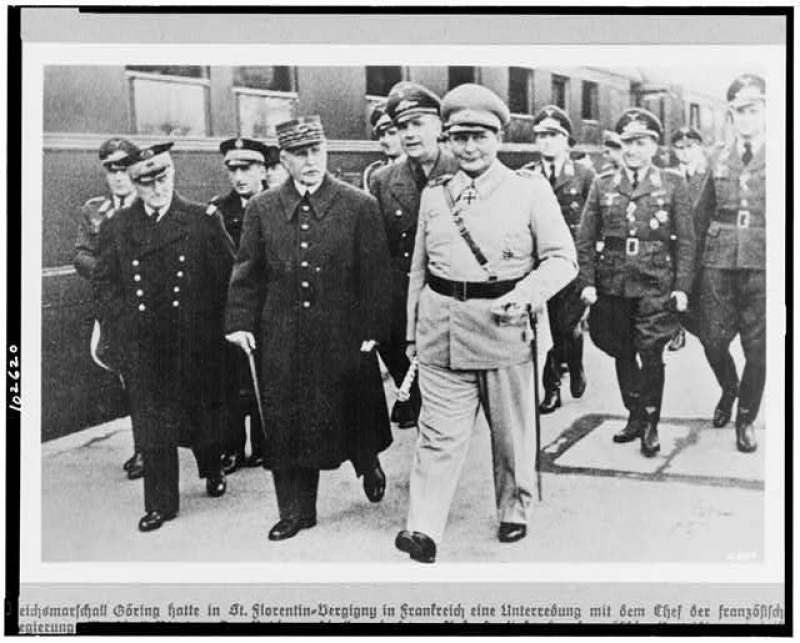
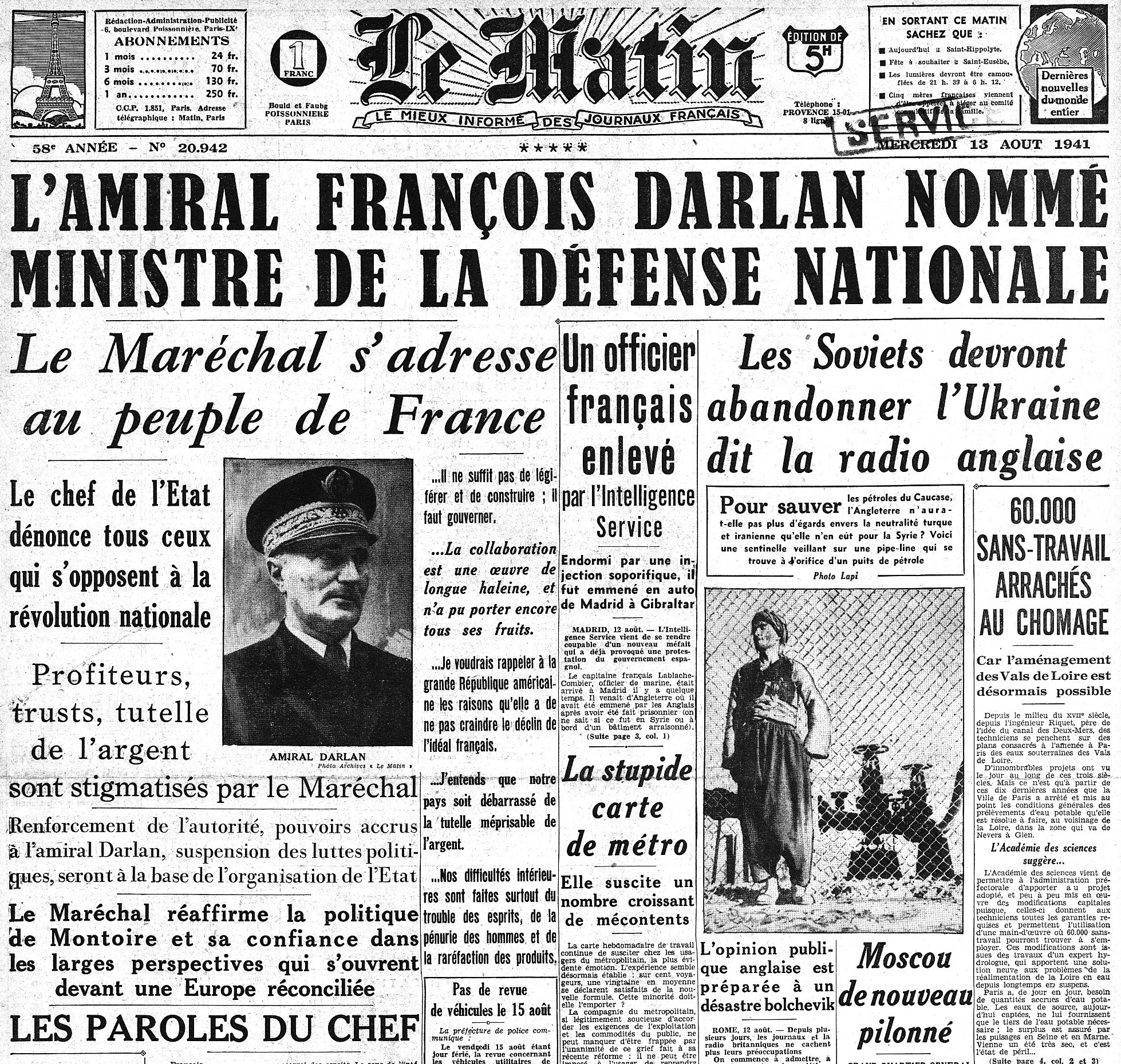
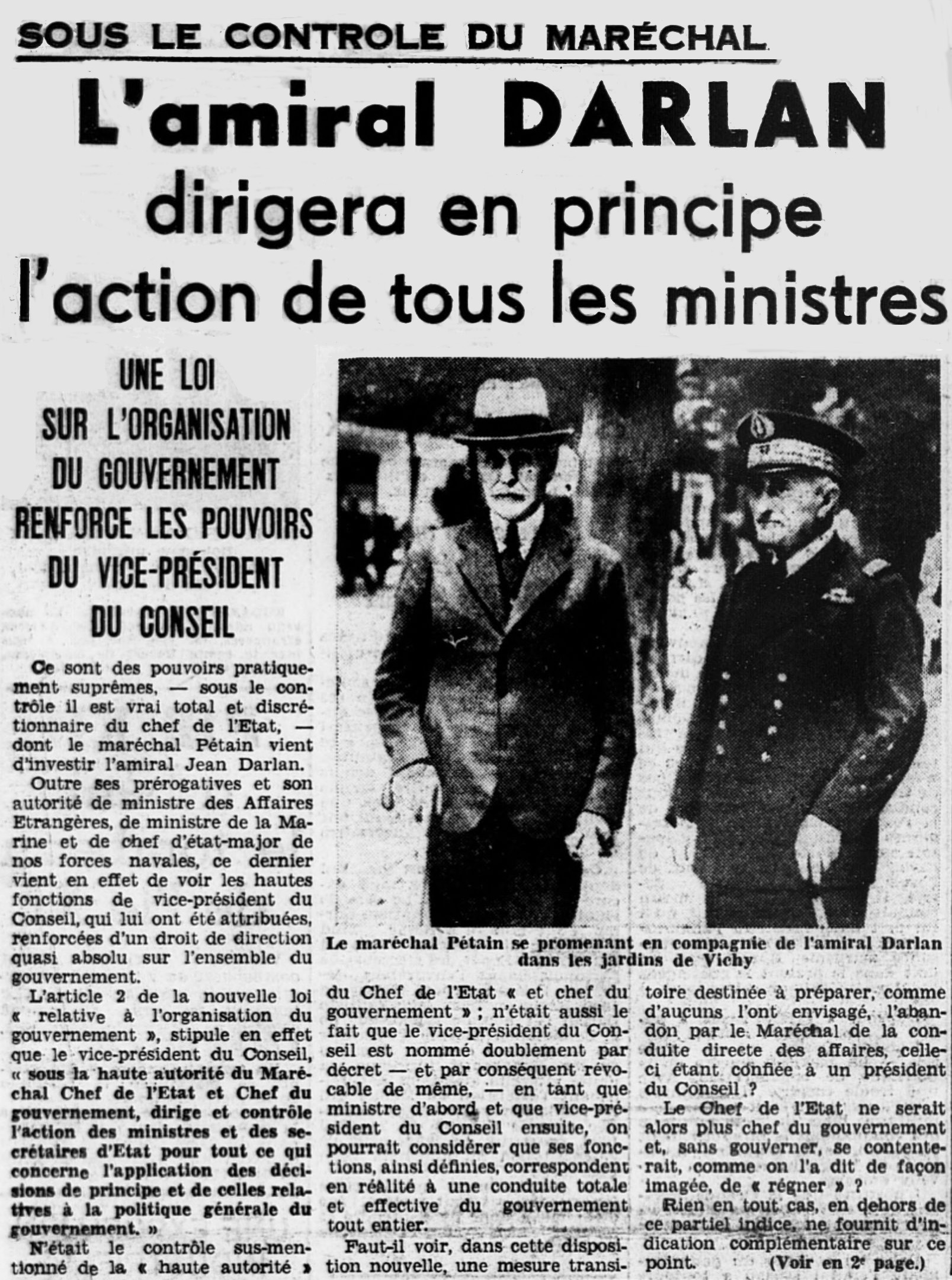
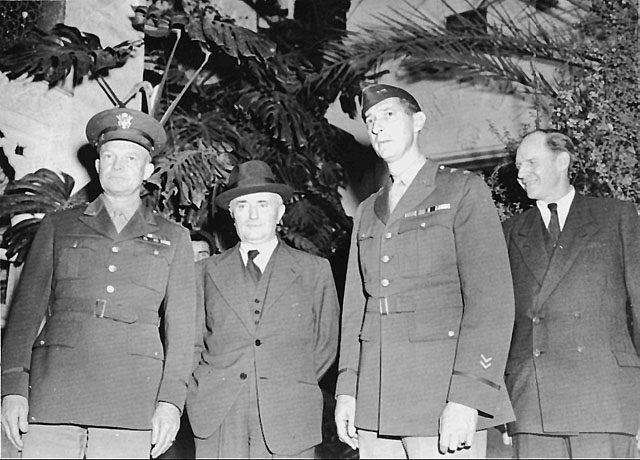

## الرتب العسكرية التي نالها
|                        |                     |                   |              |                  |
| 7 أغسطس 1901           | 5 أكتوبر 1902       |                   |              |                  |
|                        |                     |                   |              |                  |
| الراية السفينة من الخط | سفينة من الخط ملازم | كابتن كورفيت      | قبطان فرقاطة | قبطان سفينة الخط |
|                        |                     |                   |              |                  |
| 5 أكتوبر 1904          | 16 نوفمبر 1910      | 11 يوليو 1918     | 1 أغسطس 1920 | 17 يناير 1926    |
|                        |                     |                   |              |                  |
| الأدميرال المضاد       | نائب الأدميرال      | نائب أميرال السرب | أميرال       | أميرال الأسطول   |
|                        |                     |                   |              |                  |
| 19 نوفمبر 1929         | 4 ديسمبر 1932       | 1936              | 1 يناير 1937 | 24 يونيو 1939    |

## اوسمة
- فارس من وسام الاستحقاق الزراعي : 28 يوليو عام 1906 [35]
- وسام الاستحقاق البحري ضابط: 19 يناير عام 1931 [36]
- صليب وسام جوقة الشرف : 21 ديسمبر عام 1937 [37] ؛ الضابط الأكبر: 31 ديسمبر عام 1935 [38]؛ القائد: 31 ديسمبر عام 1930 [39]؛ الضابط: 16 يونيو عام 1920 [40]؛ فارس: 1 يناير عام 1914 [41]

## وصلات خارجية
- _ فرانسوا دارلان–صور وتسجيلات صوتيه و مرئيه على ويكيميديا كومونز
- فرانسوا دارلان– معرف ملف المرجع للتحكم بالسلطه في WorldCat
- فرانسوا دارلان– معرف جران منشورات الموسوعه الكتالانيه